# IC 1725
IC 1725 ist eine spiralförmige Zwerggalaxie vom Hubble-Typ Sc im Sternbild Fische auf der Ekliptik. Sie ist schätzungsweise 179 Millionen Lichtjahre von der Milchstraße entfernt und hat einen Durchmesser von etwa 15.000 Lichtjahren.
Das Objekt wurde am 17. Januar 1896 von Stéphane Javelle entdeckt.